# Pfarrhaus (Wald an der Alz)

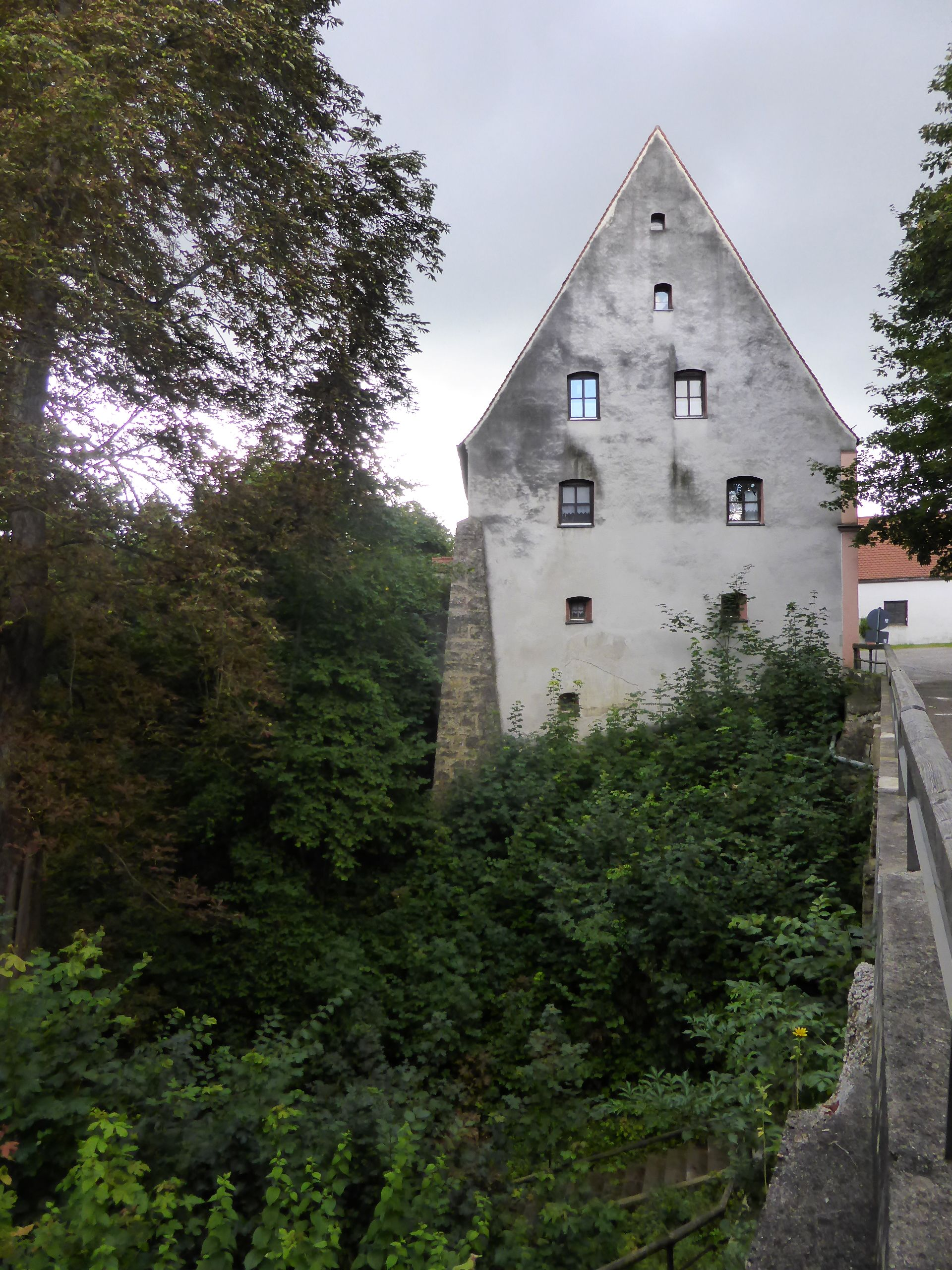
Pfarrhaus in Wald an der Alz

Das Pfarrhaus in Wald an der Alz, einem Gemeindeteil von Garching an der Alz im oberbayerischen Landkreis Altötting in Bayern, wurde in der zweiten Hälfte des 15. Jahrhunderts errichtet und 1562 umgebaut. Das Pfarrhaus am Oberberg 2 ist ein geschütztes Baudenkmal.
Bis 1802 wurde das Gebäude als Amtshaus des Pflegers genutzt. Seit 1909 dient es als Pfarrhaus.  
Der zweigeschossige Steilsatteldachbau besitzt einen Kastenerker.